# Субпрефектура Пенья
Субпрефектура Пенья (порт. Subprefeitura da Penha) — одна з 31 субпрефектури міста Сан-Паулу, розташована на сході міста. Її повна площа 42,8 км², населення понад 472 тис. мешканців. Складається з 4 округів:
- Пенья (Penha)
- Кангаїба (Cangaíba)
- Віла-Матільді (Vila Matilde)
- Артур-Алвін (Artur Alvim)